# Žestokost'
Žestokost' (Жестокость) è un film del 1959 diretto da Vladimir Nikolaevič Skujbin.